# 장풍군
장풍군(長豊郡)은 조선민주주의인민공화국의 개성시에 있는 군이다. 1960년 3월부터 2003년 6월까지 도(道)급인 개성시에 속하였다가 황해북도를 거쳐 2023년에 다시 개성시에 속하게 되었다. 이름은 장단군(長湍郡)의 장(長)과 개풍군(開豊郡)의 풍(豊)에서 따왔다.
현재의 장풍군은 1945년 해방 당시의 장단군(현 개성시에 편입된 장단면과 판문점 부근의 진서면 일부, 현 금천군 량합리에 편입된 소남면 박연리 제외)에 련천군 서남면과 개풍군 령북면 월고리를 합친 지역이다.

## 지리
서쪽으로 개성시·금천군, 북쪽으로 토산군, 북동쪽으로 강원도 철원군, 남동쪽으로 대한민국의 경기도 파주시·연천군과 접한다.

## 역사
- 1945년 9월 2일 : 미국과 소련이 38선을 경계로 한반도를 분할 점령하여 경기도 장단군과 개풍군이 각각 남북으로 분단되었고, 개풍군과 장단군의 38선 이북 지역을 황해도 금천군에서 잠시 관할하였다.[3]
  - 11월 : 소련군정이 38선 이북의 경기도 개풍군(령남면, 령북면, 북면)과 장단군(장도면, 대강면, 강상면, 소남면, 대남면)을 합쳐 황해도 장풍군을 설치하였다.
- 1947년 : 북면을 금천군에 이관하였다.
- 1952년 12월 : 령북면의 길상리와 고덕리 일부가 금천군 산성리가 되고 령북면의 상리와 나머지 고덕리, 소남면의 박연리가 금천군으로 이관되었다.
- 1954년 10월 30일 : 황해북도 장풍군이 되었다.
- 1960년 3월 : 개성시 장풍군이 되었다.
- 1961년 초 : 산성리를 금천군으로부터 돌려받았다.
- 1961년 3월 : 강원도 철원군으로부터 임진강을 경계로 그 서쪽인 옛 련천군 서남면 지역을 편입하고, 옛 개풍군 령남면과 령북면 지역(룡흥리, 삼거리, 산성리)을 개성시에 이관하였다.
- 2002년 11월 : 판문군이 폐지되면서 판문군의 전재리 일부를 선적리에 합치고 선적리를 편입하였다.
- 2003년 6월 : 개풍군과 함께 황해북도로 편입되었다.
- 2023년 2월 : 개성시 관할로 환원되었다.

## 행정구역
1읍 22리가 있다.
- 장풍읍 (長豊邑)
- 자하리 (紫霞里)
- 구화리 (九化里)
- 석촌리 (石村里)
- 장좌리 (長佐里)
- 가곡리 (佳谷里)
- 십탄리 (十灘里)
- 월고리 (月古里)
- 대덕산리 (大德山里)
- 사시리 (沙是里)
- 고읍리 (古邑里)
- 국화리 (菊花里)
- 림강리 (臨江里)
- 석둔리 (席屯里)
- 솔현리 (率賢里)
- 귀존리 (貴存里)
- 랭정리 (冷井里)
- 가천리 (佳川里)
- 장학리 (獐鶴里)
- 사암리 (沙岩里)
- 라부리 (羅浮里)
- 항동리 (項洞里)
- 세골리 (세골里)

## 같이 보기
- 조선민주주의인민공화국의 지리
- 조선민주주의인민공화국의 행정 구역